# 固体微结构物理国家重点实验室
固体微结构物理国家重点实验室是南京大学在物理学领域的一个国家重点实验室。
该实验室（Laboratory of Solid State Microstructure, Nanjing University）曾被英国《自然》期刊列为除日本以外的东亚地区“已接近世界级水平”的两个科研机构之一，被美国科学情报研究所（Institute for Scientific Information）列为中国大陆实验室榜首。

## 历史
南京大学固体微结构物理实验室的前身是南京大学固体物理研究所，依托南京大学物理系。
1984年，改建为南京大学固体微结构物理国家重点实验室。
2004年10月，获美国唐氏基金会5000万元捐赠，拟协同中华人民共和国科学技术部、教育部、江苏省人民政府和南京大学等多方资金，与南京大学现代配位化学国家重点实验室等为基础组建南京微结构国家实验室，并将微结构光电功能材料与器件、先进电子材料与微结构器件、分子及聚集体的组装和结构、软物质的微结构、微结构设计与性能预测作为实验室的主要研究方向。
2005年4月，南京大学微结构国家实验室大楼——“唐仲英楼”奠基。

## 研究领域
南京大学固体微结构实验室活跃的一些研究领域：
- 介电体超晶格
- 纳米材料与团簇物理
- 非平衡态物质聚积
- 软凝聚态与生物物理
- 高温超导与巨磁电阻研究
- 计算凝聚态物理与材料设计

## 人物
- 冯端
- 闵乃本